# エクトル・ルナ
エクトル・R・ルナ（Hector R. Luna , 1980年2月1日 - ）は、ドミニカ共和国モンテ・クリスティ州モンテ・クリスティ出身の元プロ野球選手（内野手）。愛称は"チポ"。

## 経歴

### プロ入りとインディアンス傘下時代
1999年2月2日にアマチュア・フリーエージェントとしてクリーブランド・インディアンスと契約。
2000年はルーキー級バーリントン・インディアンスとA-級マホーニングバレー・スクラッパーズでプレー。ルーキー級バーリントンでは55試合に出場し、1本塁打15打点19盗塁、打率.204だった。
2001年はA級コロンバス・レッドスティックスで66試合に出場し、3本塁打23打点15盗塁、打率.266だった。
2002年はA+級キンストン・インディアンスで128試合に出場し、11本塁打51打点32盗塁、打率.276だった。オフの12月に行われたルール・ファイブ・ドラフトでタンパベイ・デビルレイズから指名され移籍。
2003年2月6日にデビルレイズと1年契約に合意。3月29日にDFAとなり、4月2日にAAA級バッファロー・バイソンズへ降格したため、ルール・ファイブ・ドラフトの規約により、同日にインディアンズへ復帰した。この年はAA級アクロン・エアロズで127試合に出場し、2本塁打38打点17盗塁、打率.297だった。

### カージナルス時代
2003年12月にルール・ファイブ・ドラフトでセントルイス・カージナルスから指名され移籍。
2004年4月8日のミルウォーキー・ブルワーズ戦でメジャーデビュー。3回裏に回ってきた初打席でクリス・カプアーノから初打席本塁打を記録した。この年は83試合に出場し、3本塁打22打点6盗塁、打率.249だった。
2005年3月1日にカージナルスと1年契約に合意し、開幕ロースター入りした。開幕後は5試合に出場したが、二塁手としての経験を積むため、4月29日にAAA級メンフィス・レッドバーズへ降格した。6月25日にメジャーへ昇格。昇格後は主に代打として8試合に出場したが、9打数1安打とアピールすることができず、7月8日にAAA級へ降格。7月17日に再昇格した。この年は64試合に出場し、1本塁打18打点10盗塁、打率.285だった。
2006年2月25日にカージナルスと1年契約に合意。開幕後は76試合に出場し、4本塁打21打点5盗塁、打率.291だった。

### インディアンス復帰
2006年7月30日にロニー・ベリアードとのトレードで、古巣のインディアンズに復帰した。
移籍後は正二塁手の座をジョー・イングレットやジョシュ・バーフィールドらと競った。インディアンスでは37試合に出場し、2本塁打17打点、打率.276だった。
2007年2月22日にインディアンスと1年契約に合意。3月24日にAAA級バッファローへ異動し、開幕をAAA級で迎えた。AAA級では83試合に出場し、6本塁打35打点4盗塁、打率.251だった。7月27日にDFAとなった。

### ブルージェイズ時代
2007年8月3日にウェーバーでトロント・ブルージェイズへ移籍した。
移籍後は三塁手として出場していたが、打率が.091と全く結果を残せず、8月16日にAAA級シラキュース・チーフスへ降格した。登録枠が拡大された9月4日に再昇格。この年は22試合に出場し、1本塁打4打点2盗塁、打率.167だった。オフの11月14日にDFAとなり、11月18日にAAA級シラキュースへ降格した。
2008年はAAA級シラキュースで開幕を迎え、5月17日にメジャーへ昇格。昇格後は代打と代走で2試合に出場したが、5月27日にAAA級へ降格。6月5日に40人枠を外れ、AAA級シラキュースへ降格した。結局この年は2試合の出場にとどまった。オフの10月9日にFAとなった。

### ドジャース傘下時代
2008年12月6日にロサンゼルス・ドジャースとマイナー契約を結んだ。
2009年はAAA級アルバカーキ・アイソトープスとルーキー級アリゾナリーグ・ドジャースでプレー。AAA級アルバカーキでは91試合に出場し、17本塁打62打点4盗塁、打率.351だった。オフの11月9日にFAとなった。

### マーリンズ時代
2009年11月30日にフロリダ・マーリンズとマイナー契約を結んだ。
2010年はAAA級ニューオーリンズ・ゼファーズで開幕を迎え、97試合に出場。16本塁打71打点7盗塁、打率.294と好成績を残し、7月29日にマーリンズとメジャー契約を結んだ。昇格後は27試合に出場し、2本塁打4打点、打率.138だった。オフの10月6日に40人枠を外れ、AAA級ニューオーリンズへ降格。10月15日にFAとなった。

### レッドソックス傘下時代
2011年1月3日にボストン・レッドソックスとマイナー契約を結んだ。
この年はAAA級ポータケット・レッドソックスで113試合に出場し、14本塁打58打点6盗塁、打率.283だった。オフの11月2日にFAとなった。

### フィリーズ時代

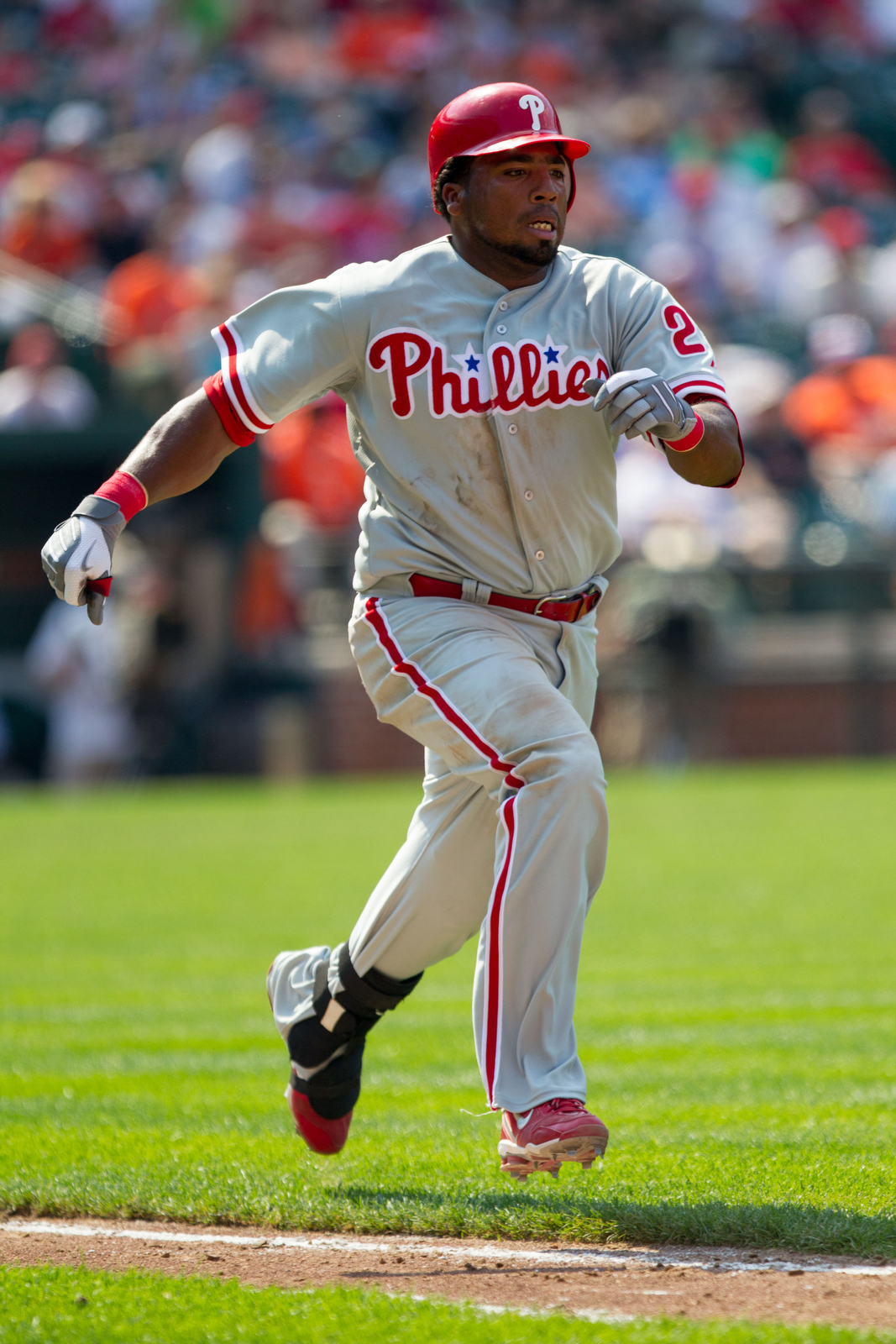
フィラデルフィア・フィリーズ時代
(2012年)

2011年12月11日にフィラデルフィア・フィリーズとマイナー契約を結んだ。
2012年はAAA級リーハイバレー・アイアンピッグスで開幕を迎え、5月11日にフィリーズとメジャー契約を結んだ。昇格後は一塁手や代打として出場し、打率を3割台に保っていたが、6月下旬から2割台に落ち、7月6日にAAA級へ降格した。8月4日に再昇格したが、出場のないまま8月6日にAAA級へ降格。8月13日に再びメジャーへ昇格。2試合に出場したが、5打数無安打と結果を残せず、8月19日にAAA級へ降格。フィリーズでは28試合に出場し、2本塁打10打点、打率.226だった。8月30日に放出された。

### パイレーツ時代
2012年8月31日にピッツバーグ・パイレーツとマイナー契約を結んだ。
契約後はAAA級インディアナポリス・インディアンスで4試合に出場。オフの11月3日にFAとなった。

### 中日時代
2012年12月5日に中日ドラゴンズと35万ドル（約3,465万円）で契約を結んだ。背番号は0。NPBの球団に在籍する外国人選手がこの背番号を付けるのは史上初の事例であった。横浜DeNAベイスターズへ移籍したトニ・ブランコに代わる助っ人として期待された。
2013年は打率トップを独走するなど、一軍公式戦で好調な打撃を維持する。4月26日の広島東洋カープ戦から5月23日のオリックス・バファローズ戦までの間に、一軍公式戦23試合連続安打を記録した。6月5日には2016年シーズンの契約に対するオプション（選択権）を球団側が保有することを条件に、推定年俸総額400万ドル（約3億9,600万円）で翌2014年シーズンからの2年契約に合意した（詳細後述）。人工芝の球場での試合が重なるにつれて、左膝への負担が増していたが、ルナ自身は痛みに耐えながら試合出場を続行。しかし、7月6日の東京ヤクルトスワローズ戦（ナゴヤドーム）2回裏の打席で三塁へのゴロを打った際、一塁への走塁で状態を悪化させたため途中交代を余儀なくされた。結局、7月16日に出場選手登録を抹消。選手間投票でセントラル・リーグ三塁手部門の1位に選ばれていたマツダオールスターゲーム2013への出場も辞退した。なお、登録抹消の時点でリーグトップの打率.350を記録していたものの、8月26日には母国のドミニカへ帰国。そのまま治療を受けて滞在したため、シーズン終了までの実戦復帰や規定打席への到達はならなかった。
2014年もセントラル・リーグの首位打者争いで先頭を走るなど、開幕から打撃が好調。しかし、右肘痛を発症したため、7月15日に登録を抹消された。また、抹消前（7月3日）の時点でリーグトップの打率.344を記録していたにもかかわらず、オールスターゲームの出場メンバーに選ばれないという異例の事態に見舞われた。7月30日の一軍復帰後は若手選手の起用を優先するチーム事情からスタメンを高橋周平に譲る機会もあった。それでもレギュラーシーズン全体では来日後初めて規定打席に到達。リーグ5位の打率.317、チームトップの17本塁打、73打点を記録するとともにリーグの三塁手部門でベストナインを受賞した。
2015年も公式戦の開幕から4番打者に起用。4月12日の対DeNA（ナゴヤドーム）では、同点で迎えた延長12回裏二死一・三塁の打席で、NPB移籍後初めてのサヨナラ安打を打った。しかし、下旬には、右肘痛を訴えて一時戦線を離脱。5月10日の対東京ヤクルトスワローズ戦（秋田こまちスタジアム）では、NPB移籍後最も遅く、開幕から121打席目でシーズン初本塁打を打った。5月19日の対広島戦（浜松市営球場）では、7回裏の打席で、球審への侮辱行為によってNPB移籍後初の退場処分を受けた（詳細後述）。その一方で、6月9日の対ロッテ戦（QVCマリンフィールド）では逆転打を打ってチームを公式戦通算5000勝に導いている。また、2013年に出場を辞退したオールスターゲームにもセントラル・リーグの監督推薦選手として初出場。レギュラーシーズン全体では一軍公式戦でNPB移籍後最多の134試合に出場するとともにNPB移籍後初の2桁盗塁（11盗塁）を記録したが、わずかながらNPB移籍後初めて打率が3割を切ったほか、本塁打もNPB移籍後最少の8本に留まった。この年で2年契約を満了した。しかし、球団はダヤン・ビシエドの獲得を背景に、12月2日に保留選手名簿から外れ、自由契約公示された。なお、ルナ自身はシーズン終了後からドミニカ共和国のウィンターリーグに参加している。

### 広島時代
2015年12月18日に広島東洋カープとの1年契約で合意したことが球団から発表された。年俸1億円（推定）に出来高の条件を加えた契約で、背番号は栗原健太がこの年までに着けていた5。
2016年は一軍公式戦の開幕から正三塁手の座を確保するとともに丸佳浩、ブラッド・エルドレッドと共にクリーンアップを任されたが、4月16日の対巨人戦（東京ドーム）3回表の走塁中に右太腿の裏を負傷したため、17日に出場選手登録を抹消された。エルドレッドの故障で6月16日に一軍へ復帰するも、外国人3投手（クリス・ジョンソン、ジェイ・ジャクソン、ブレイディン・ヘーゲンズ）の同時登録を優先するチーム事情などとの兼ね合いで、残り1つの外国人登録枠を巡ってエルドレッドと交互に一軍と二軍を往復。夏場には故障で離脱していたエルドレッドに代わる4番打者としてチームの快進撃に貢献した。しかし、前述した事情から一軍公式戦への出場機会はNPB移籍後最少の67試合に留まった。また、打撃面ではほぼ全ての項目でNPB移籍後最低の水準に低迷。三塁手としての守備についても4月14日の対中日戦（MAZDA Zoom-Zoom スタジアム広島）で1試合4失策（三塁手としてのセントラル・リーグ公式戦1試合最多失策）を記録するなど、53試合で10失策（守備率.907）にまで達した。チームのリーグ優勝によって臨んだDeNAとの2016年クライマックスシリーズ ファイナルステージでは10月12日の第1戦（マツダ）で「7番・三塁手」としてスタメンに起用された。しかし、6回裏の打席で二塁へのゴロを打って一塁へ走ったところ、一塁ベース上で右足がホセ・ロペス一塁手の右足と接触。そのまま着地できずに転倒したため、安部友裕との交代を余儀なくされた。さらに、後の検査で右肩関節唇の損傷と右肩肩鎖関節の捻挫が判明。全治まで3か月を要することから、13日に出場選手登録を抹消された。チームは後に日本シリーズへ進出したものの、球団はルナとの契約を更新しないことを11月23日に発表した。12月2日に自由契約公示された。

### 広島退団後
広島退団後はドミニカウィンターリーグなどでプレーするも、2017年限りで現役を引退した。

## プレースタイル

### 打撃
打席に入る時に、打席の周囲をバットの先で触るのがルーティンとなっており、これを知っている球審は、予め左足を前に差し出す事もあった。
その後、相手投手が一塁に牽制球を投げている時か投げる仕草を見せる時にはバットを横に寝かせ、送りバントの様な構えを見せる事もあった。少し背中をかがめて自然体で構えるフォームから、ボールをしっかり引き付けて広角にヒットを打つ。「1、2打席目で相手の投球を見た後の3打席目が一番得意」と語り、配球を読む能力に優れる。ティー打撃をルーティンとしており、スタンドティーにボールを置いて打ち返す。様々な場所や高さに設定し、苦手なコースを作らないようにしている。

### 守備・走塁
ユーティリティープレイヤーであり、投手と捕手以外の全てのポジションをこなせる。リストの強さを生かした守備に定評がある一方で、失策もやや多く、2014年は三塁手としてリーグ最多の14失策を記録している。
走塁面も怠ることなく、積極的に次の塁を狙う。中日時代の2014年にはチーム3位の8盗塁、2015年には平田良介と並ぶチーム2位の11盗塁を記録。また、2015年は盗塁成功率100％（10盗塁以上を決めた選手では12球団で唯一）を記録しており、広島時代も含めたNPBでの4年間でも成功率.935（盗塁29、盗塁死2）という高い数字を残している。

## 人物
中日時代の2013年シーズン前半に球団との間で複数年契約を結んだことは、球団史上の異例の事態であった。その背景には、2012年のシーズン終了後に4番打者トニ・ブランコとの残留交渉が難航した結果、横浜DeNAベイスターズへの移籍に至ったことへの二の舞を避ける狙いがあったとされる。ちなみにブランコはルナが打率トップでシーズン途中から戦線を離脱した2013年にセントラル・リーグ首位打者のタイトルを獲得している。
2013年12月、ヨーグルト製造の日本ルナ（日本ハムグループ）が同姓であることを利用して、2014年シーズンに首位打者となった場合CMに出演させることを検討していることが明らかとなった。しかし、2014年シーズンどころか広島退団まで首位打者とはならなかった為、CM出演が実現することはなかった。
中日時代の2014年にアンダーソン・エルナンデス、翌年にリカルド・ナニータが入団した。3人ともドミニカ共和国出身であることから、報道などで総称する場合には、ドミニカ共和国のイニシャル（D）にちなんで「3D」と呼ばれていた。
中日時代の2015年5月19日では広島戦7回裏の打席で、球審の石山智也によるストライクの判定に抗議。ボールが通過したコースを示すつもりで、バットで足元に線を引く仕草を見せたところ、審判に対する侮辱行為だとして石山から退場を宣告された。翌日にはNPBから厳重注意を受けるとともに、制裁金10万円の処分を科されている。

## 詳細情報

### 年度別打撃成績
| 年 度    | 球 団    | 試 合 | 打 席 | 打 数 | 得 点 | 安 打 | 二 塁 打 | 三 塁 打 | 本 塁 打 | 塁 打 | 打 点 | 盗 塁 | 盗 塁 死 | 犠 打 | 犠 飛 | 四 球 | 敬 遠 | 死 球 | 三 振 | 併 殺 打 | 打 率 | 出 塁 率 | 長 打 率 | O P S |
| -------- | -------- | ----- | ----- | ----- | ----- | ----- | -------- | -------- | -------- | ----- | ----- | ----- | -------- | ----- | ----- | ----- | ----- | ----- | ----- | -------- | ----- | -------- | -------- | ----- |
| 2004     | STL      | 83    | 192   | 173   | 25    | 43    | 7        | 2        | 3        | 63    | 22    | 6     | 3        | 1     | 3     | 13    | 0     | 2     | 37    | 2        | .249  | .304     | .364     | .668  |
| 2005     | STL      | 64    | 153   | 137   | 26    | 39    | 10       | 2        | 1        | 56    | 18    | 10    | 2        | 2     | 1     | 9     | 0     | 4     | 25    | 4        | .285  | .344     | .409     | .753  |
| 2006     | STL      | 76    | 245   | 223   | 27    | 65    | 14       | 1        | 4        | 93    | 21    | 5     | 3        | 0     | 0     | 21    | 1     | 1     | 34    | 3        | .291  | .355     | .417     | .772  |
| 2006     | CLE      | 37    | 134   | 127   | 14    | 35    | 7        | 1        | 2        | 50    | 17    | 0     | 1        | 0     | 1     | 6     | 0     | 0     | 26    | 4        | .276  | .306     | .394     | .700  |
| '06計    | CLE      | 113   | 379   | 350   | 41    | 100   | 21       | 2        | 6        | 143   | 38    | 5     | 4        | 0     | 1     | 27    | 1     | 1     | 60    | 7        | .286  | .338     | .409     | .746  |
| 2007     | TOR      | 22    | 46    | 42    | 5     | 7     | 0        | 0        | 1        | 10    | 4     | 2     | 0        | 0     | 1     | 2     | 0     | 1     | 10    | 0        | .167  | .217     | .238     | .455  |
| 2008     | TOR      | 2     | 1     | 1     | 0     | 1     | 0        | 0        | 0        | 1     | 0     | 0     | 1        | 0     | 0     | 0     | 0     | 0     | 0     | 0        | 1.000 | 1.000    | 1.000    | 2.000 |
| 2010     | FLA      | 27    | 30    | 29    | 2     | 4     | 1        | 0        | 2        | 11    | 4     | 0     | 1        | 0     | 1     | 0     | 0     | 0     | 13    | 0        | .138  | .133     | .379     | .513  |
| 2012     | PHI      | 28    | 66    | 62    | 5     | 14    | 2        | 0        | 2        | 22    | 10    | 0     | 0        | 0     | 0     | 4     | 0     | 0     | 14    | 1        | .226  | .273     | .355     | .628  |
| 2013     | 中日     | 85    | 356   | 329   | 46    | 115   | 23       | 3        | 9        | 171   | 51    | 4     | 0        | 0     | 0     | 26    | 2     | 1     | 57    | 10       | .350  | .399     | .520     | .919  |
| 2014     | 中日     | 127   | 527   | 467   | 80    | 148   | 25       | 5        | 17       | 234   | 73    | 8     | 2        | 0     | 4     | 51    | 3     | 5     | 98    | 11       | .317  | .387     | .501     | .888  |
| 2015     | 中日     | 134   | 564   | 496   | 61    | 145   | 26       | 1        | 8        | 197   | 60    | 11    | 0        | 0     | 6     | 57    | 2     | 5     | 77    | 13       | .292  | .367     | .397     | .768  |
| 2016     | 広島     | 67    | 268   | 243   | 35    | 66    | 8        | 1        | 5        | 91    | 34    | 6     | 0        | 0     | 2     | 22    | 0     | 1     | 47    | 5        | .272  | .332     | .374     | .707  |
| MLB：7年 | MLB：7年 | 339   | 867   | 794   | 104   | 208   | 41       | 6        | 15       | 306   | 96    | 23    | 11       | 3     | 7     | 55    | 1     | 8     | 159   | 14       | .262  | .314     | .385     | .699  |
| NPB：4年 | NPB：4年 | 413   | 1715  | 1535  | 222   | 474   | 82       | 10       | 39       | 693   | 218   | 29    | 2        | 0     | 12    | 156   | 7     | 12    | 279   | 39       | .309  | .374     | .451     | .826  |

### 年度別守備成績
| 年 度 | 球 団 | 一塁（1B） | 一塁（1B） | 一塁（1B） | 一塁（1B） | 一塁（1B） | 一塁（1B） | 二塁（2B） | 二塁（2B） | 二塁（2B） | 二塁（2B） | 二塁（2B） | 二塁（2B） | 三塁（3B） | 三塁（3B） | 三塁（3B） | 三塁（3B） | 三塁（3B） | 三塁（3B） | 遊撃（SS） | 遊撃（SS） | 遊撃（SS） | 遊撃（SS） | 遊撃（SS） | 遊撃（SS） | 外野（OF） | 外野（OF） | 外野（OF） | 外野（OF） | 外野（OF） | 外野（OF） |
| 年 度 | 球 団 | 試 合      | 刺 殺      | 補 殺      | 失 策      | 併 殺      | 守 備 率   | 試 合      | 刺 殺      | 補 殺      | 失 策      | 併 殺      | 守 備 率   | 試 合      | 刺 殺      | 補 殺      | 失 策      | 併 殺      | 守 備 率   | 試 合      | 刺 殺      | 補 殺      | 失 策      | 併 殺      | 守 備 率   | 試 合      | 刺 殺      | 補 殺      | 失 策      | 併 殺      | 守 備 率   |
| ----- | ----- | ---------- | ---------- | ---------- | ---------- | ---------- | ---------- | ---------- | ---------- | ---------- | ---------- | ---------- | ---------- | ---------- | ---------- | ---------- | ---------- | ---------- | ---------- | ---------- | ---------- | ---------- | ---------- | ---------- | ---------- | ---------- | ---------- | ---------- | ---------- | ---------- | ---------- |
| 2004  | STL   | -          | -          | -          | -          | -          | -          | 19         | 24         | 33         | 0          | 6          | 1.000      | 16         | 4          | 19         | 2          | 3          | .920       | 24         | 33         | 57         | 5          | 12         | .947       | 10         | 9          | 0          | 0          | 0          | 1.000      |
| 2005  | STL   | -          | -          | -          | -          | -          | -          | 22         | 41         | 52         | 2          | 14         | .979       | 7          | 4          | 7          | 0          | 2          | 1.000      | 6          | 3          | 3          | 1          | 0          | .857       | 25         | 33         | 3          | 2          | 0          | .947       |
| 2006  | STL   | 6          | 25         | 1          | 0          | 3          | 1.000      | 41         | 69         | 94         | 4          | 22         | .976       | 2          | 1          | 4          | 0          | 0          | 1.000      | 14         | 9          | 17         | 0          | 4          | 1.000      | 18         | 24         | 0          | 1          | 0          | .960       |
| 2006  | CLE   | -          | -          | -          | -          | -          | -          | 20         | 39         | 50         | 5          | 14         | .947       | 2          | 0          | 0          | 0          | 0          | ----       | 10         | 15         | 34         | 0          | 10         | 1.000      | 1          | 0          | 0          | 0          | 0          | ----       |
| '06計 | CLE   | 6          | 25         | 1          | 0          | 3          | 1.000      | 61         | 108        | 144        | 9          | 36         | .966       | 4          | 1          | 4          | 0          | 0          | 1.000      | 24         | 24         | 51         | 0          | 14         | 1.000      | 19         | 24         | 0          | 1          | 0          | .960       |
| 2007  | TOR   | 2          | 7          | 1          | 0          | 0          | 1.000      | -          | -          | -          | -          | -          | -          | 15         | 6          | 23         | 2          | 3          | .935       | -          | -          | -          | -          | -          | -          | 1          | 0          | 0          | 0          | 0          | ----       |
| 2010  | FLA   | -          | -          | -          | -          | -          | -          | 1          | 1          | 1          | 0          | 0          | 1.000      | 4          | 2          | 5          | 0          | 1          | 1.000      | -          | -          | -          | -          | -          | -          | -          | -          | -          | -          | -          | -          |
| 2012  | PHI   | 10         | 72         | 6          | 0          | 7          | 1.000      | -          | -          | -          | -          | -          | -          | 1          | 1          | 1          | 0          | 0          | 1.000      | -          | -          | -          | -          | -          | -          | 2          | 5          | 0          | 0          | 0          | 1.000      |
| 2013  | 中日  | 1          | 2          | 0          | 0          | 0          | 1.000      | -          | -          | -          | -          | -          | -          | 83         | 57         | 141        | 14         | 13         | .934       | -          | -          | -          | -          | -          | -          | -          | -          | -          | -          | -          | -          |
| 2014  | 中日  | 6          | 36         | 4          | 0          | 6          | 1.000      | -          | -          | -          | -          | -          | -          | 115        | 61         | 192        | 14         | 18         | .948       | -          | -          | -          | -          | -          | -          | -          | -          | -          | -          | -          | -          |
| 2015  | 中日  | 54         | 443        | 37         | 6          | 38         | .988       | -          | -          | -          | -          | -          | -          | 81         | 47         | 95         | 7          | 5          | .953       | -          | -          | -          | -          | -          | -          | -          | -          | -          | -          | -          | -          |
| 2016  | 広島  | 14         | 104        | 8          | 2          | 14         | .982       | -          | -          | -          | -          | -          | -          | 53         | 26         | 71         | 10         | 5          | .907       | -          | -          | -          | -          | -          | -          | -          | -          | -          | -          | -          | -          |
| MLB   | MLB   | 18         | 104        | 8          | 0          | 10         | 1.000      | 103        | 174        | 230        | 11         | 56         | .973       | 47         | 18         | 59         | 4          | 9          | .951       | 54         | 60         | 111        | 6          | 26         | .966       | 57         | 71         | 3          | 3          | 3          | .961       |
| NPB   | NPB   | 75         | 585        | 49         | 8          | 58         | .988       | -          | -          | -          | -          | -          | -          | 332        | 191        | 499        | 45         | 41         | .939       | -          | -          | -          | -          | -          | -          | -          | -          | -          | -          | -          | -          |

- 各年度の太字はリーグ最高

### 表彰
NPB
- ベストナイン：1回（2014年）
- 月間MVP：1回（2013年5月）

### 記録
NPB
- 初出場・初先発出場：2013年3月29日、対横浜DeNAベイスターズ1回戦（ナゴヤドーム）、3番・三塁手で先発出場
- 初打席：同上、1回裏に藤井秀悟から右飛
- 初安打：同上、3回裏に藤井秀悟から左前安打
- 初盗塁：同上、7回裏に二盗（投手：吉川輝昭、捕手：髙城俊人）
- 初打点：2013年4月5日、対読売ジャイアンツ1回戦（東京ドーム）、9回表にデニス・ホールトンから右中間へ2点適時二塁打
- 初本塁打：2013年4月6日、対読売ジャイアンツ2回戦（東京ドーム）、6回表に菅野智之から左越3ラン

その他の記録
- 23試合連続安打（2013年4月26日 - 5月23日）
- 1試合4失策：2016年4月14日、対中日ドラゴンズ5回戦（MAZDA Zoom-Zoom スタジアム広島）　※セントラル・リーグ三塁手としての1試合最多失策

### 背番号
- 7 （2004年 - 2006年、2010年）
- 27 （2006年）
- 18 （2007年 - 2008年）
- 29 （2012年）
- 0 （2013年 - 2015年）
- 5 （2016年）

### 登場曲
- 「PIEDRA A LA LUNA」MR MANYAO（第1打席、2013年）
- 「Cacao」El Alfa（第2打席、2013年）
- 「Te Prendo」Chimbala（第3打席、2013年）
- 「En Cualto Eh Que Tamo」Chimbala（第4打席、2013年）